# Phlogophilus harterti
Phlogophilus harterti là một loài chim trong họ Chim ruồi.